# Jean Teillard
Pour les articles homonymes, voir Teillard.
Jean Marie Joseph Teillard, né le 2 octobre 1854 à Rive-de-Gier (Loire) et mort le 29 mars 1915 à Clermont-Ferrand, fut architecte de la ville de Clermont-Ferrand. Il conçut, outre le théâtre municipal, plusieurs édifices remarquables, dont la statue du pape Urbain II (1895), place de la Victoire (devant la cathédrale), le lycée Jeanne-d'Arc et le monument élevé à Gergovie en l'honneur de Vercingétorix (1900). Il est aussi l'architecte de l'agrandissement de l'église Saint-Pierre-des-Minimes.
Il épouse en premières noces, le 15 février 1888 à Clermont-Ferrand, Gabrielle Conchon (1844-1896), fille du fondateur de l'entreprise de confection Conchon-Quinette, puis en secondes noces, Marie Elise Docher, le 21 novembre 1897 au Crest (Puy-de-Dôme). Il semble que Jean Teillard n'ait pas eu de descendance. Il n'avait aucune parenté avec la famille Teillard (ou Teilhard) implantée en Auvergne depuis le XIVe siècle (Teillard d'Eyry, Pierre Teilhard de Chardin, Teillard (de) Rancilhac de Chazelles, Teillard-Chambon, Teillard-Boyer, Teilhard de Laterrisse, etc.)

## Sources
- Acte de naissance de Jean Teillard
- Acte de mariage avec Gabrielle Conchon : A.D. du Puy-de-Dôme 6 E 113 328, page 31 sur 185
- Acte de mariage et faire-part de mariage de Jean Teillard et Marie Élise Docher (mariage --> A.D. du Puy-de-Dôme 6 E 1219 page 11 sur 26)
- Décès : Archives Départementales du Puy-de-Dôme, enregistrement des successions et absences (3 Q 26980 page 182 sur 198). domicilié 2 rue Blatin, lors de son décès.
- Journal Le Monde du 21 juillet 1993
- Programme des fêtes de Vercingétorix, les 10 et 11 octobre 1903
- Dictionnaire biographique du Puy-de-Dôme, Flammarion, 1900, p. 387-388.